# Pedro da Silva (bispo)
Dom Frei Pedro da Silva O.S.A. (1649 - Cochim, 15 de março de 1691) foi um bispo português, bispo de Cochim e administrador apostólico da Arquidiocese de Goa entre 1689 até a sua morte.